# Summoning
Summoning je austrijski black metal-sastav, često opisivan kao Tolkien metal zbog tekstova u kojima se opisuje fantastični svijet nadahnut Tolkienovim romanima.

## Životopis

### Rane godine iLugburz(1993. — 1995.)
Summoning su 1993. godine osnovali Silenius (Michael Gregor), Protector (Richard Lederer) i Trifixion (Alexander Trondl). Prije nego što je osnovao Summoning, Protector je svirao bubnjeve u staromodnom thrash/death metal-sastavu Marlignom  te je započeo učiti sviranje bubnjeva u glazbenoj školi. Silenius je, tada šesnaestogodišnjak, bio u doom metal grupi Shadow Vale te je pohađao glazbenu školu u kojoj je učio svirati klavir. Prije Summoninga, Silenius je radio glazbu s Pazuzuom (Raymond Wells) u grupi Cromm. Trifixion je svirao u skupini Pervertum.
Summoning je snimio dva demouratka, Upon the Viking Stallion i Anno Mortui Domini, split album The Urilia Text s grupom Pazuzu te promidžbeni demo za Lugburz od pet pjesama. Gotovo sve pjesme s dema nikad nisu bile objavljene ili su smještene na CD-ima u potpuno drukčijim inačicama.
Demo uradci dobro su se prodali u glazbenoj prodavaonici u Beču, zvanoj "Why Not". Nešto kasnije, Silenius je došao u kontakt s T.T.-om (Thomas Tannenberger), što će kasnije rezultirati kreiranjem Abigora. Silenius je kao trajni član sve do 1999. godine odradio svoj posao kao pjevač za sva izdanja Abigora (osim za demo). Prvi Abigorov album objavila je tada mlada diskografska kuća Napalm Records, a Silenius je 1995. godine s njom uspio ugovoriti debitantski album Summoninga Lugburz. U to vrijeme članovi Summoninga bili su Silenius (pjevač, klavijaturist i basist), Protector (klavijaturist i gitarist) te Trifixion (bubnjar; njegova zadnja suradnja sa sastavom); Pazuzu im se nakratko pridružio kao gostujući pjevač te je napisao neke tekstove. Lugburz je stilistički bio više u tonu tradicionalnog black metala te puno različitiji od sljedećih izdanja grupe koja će tek uslijediti.

### Minas Morgul,Dol Guldur,StrongholdiLet Mortal Heroes Sing Your Fame(1995. — 2006.)
Sastav je nakon odlaska Trifixiona nastavio kao duet te je 1995. godine, samo sedam mjeseci nakon objave Lugburza, objavio svoj drugi studijski album Minas Morgul. Ovo je bilo prvo izdanje u novom epskom i atmosferičnom stilu, okarakterizirano korištenjem gitare čisto kao pozadinskog instrumenta te sintesajzera gotovo kao vodećeg, koristeći prijašnje, ponovno snimljene ranije pjesme. Treći je studijski album iz 1997. godine, Dol Guldur, nastavio ovim stilom pod utjecajem Protectorovog darkwave projekta Ice Ages. Također, tekstovi pjesama bili su nadahnuti djelima J.R.R. Tolkiena. Godine 1997. objavljen je EP Nightshade Forests. Nakon toga, sastav je prestao s radom sljedeće 2 godine te je zaustavio i neke ostale projekte. Godine 1999. Summoning se vraća glazbi te objavljuje svoj četvrti studijski album Stronghold koji se, iako je ostao dosljedan stilu skupine, više usredotočio na melodičan zvuk gitare umjesto klavijatura i sintesajzera, kako je bio slučaj na prijašnjim izdanjima.
Godine 2001. objavljen je Let Mortal Heroes Sing Your Fame. Ovo izdanje bilo je kombinacija starog i novog stila sastava. Klavijature su bile više epskog i polifonalnog karaktera, dok su gitare poprimile sličnost sa složenijim i više rock stilom sviranja sa Strongholda. Ovaj put sastav više koristi uzorke govorene riječi kako bi osigurao dramatičniji stil pjesama i po prvi puta koristi pjevački zbor u pjesmi Farewell. Tekstovni koncept opet je temeljen na Tolkienovoj trilogiji, ali je po prvi puta kombiniran inspiracijom pisanja Michaela Moorcocka. Godine 2003. objavljen je EP Lost Tales, koji se sastojao od jedne zaboravljene pjesme snimljene tijekom objave albuma Dol Guldur te jedne skladbe izvorno skladane za Sileniusov projekt Mirkwood. Za razliku od ostalih albuma grupe, ovaj EP u cijelosti pripada glazbenom žanru dark ambienta.

### Oath Boundi neaktivnost (2006. — 2011.)
Godine 2006. objavljen je album Oath Bound koji se sastojao od sasvim novog materijala. Zbog problema u osobnom životu članova sastava i nedostatka ideja, došlo je do duge pauze između objave Let Mortal Heroes Sing Your Famea i Oath Bounda. Ovaj album unio je značajke opuštenog arpeggio stila na gitari, koji je pridonio epskome zvuku. Također, za kreiranje ovog albuma članovi sastava koristili su bolju opremu te su kvalitetnije snimili zvuk zborskih vokala. Grupa je izvorno 2007. godine planirala objaviti EP s četiri pjesme među kojima bi bila bar jedna skladba koja se trebala pojaviti na albumu Oath Bound, no koja se na njemu nije našla zbog manjka mjesta. Ova je ideja ubrzo bila odbačena te je Protector započeo skladati glazbu za novi studijski album, pritom čekajući da Silenius završi sa snimanjem albuma s grupom Kreuzweg Ost.
Nakon objave Oath Bounda, Summoning je neko vrijeme bio neaktivan. Sileniusa je snašla kreativna blokada te nije imao dovoljno inspiracije za skladanje nove glazbe za Summoning. Također je doživio srčani udar koji ga je, prema njegovim riječima, "nokautirao na još pola godine". Dodatno je izjavio: "Sve me je ovo nekako dovelo do točke gdje sam ponovno ogladnio te sam se otada ponovno počeo usredotočavati na stvaranje rifova. Sve je započelo malim koracima, ali nakon nekog sam vremena znao kojim smjerom će ići glazba; što sam više toga bio svjestan, bilo mi je lakše skladati i rezultat toga je ono što čujete sada, [album Old Mornings Dawn]".

### Old Mornings DawniWith Doom We Come(2012. — danas)
Sastav je na svojoj službenoj stranici u veljači 2012. godine objavio kako trenutno sklada nove pjesme te da se nada kako će većinu pjesama završiti do kraja godine. U prosincu 2012. godine najavljeno je kako su snimljene sve gitarističke i Protectorove vokalne dionice te da će se nadolazeći album zvati Old Mornings Dawn. Old Mornings Dawn bio je objavljen u lipnju 2013. godine te se tekstualno usredotočuje na teme o prirodi, kao i na Tolkienov Valinor.
Godine 2015. skupina je potvrdila da je započela rad na novome albumu te da se trenutno koncentrira na prerađivanje preostalog materijala s albuma Old Mornings Dawn.
Dana 15. prosinca 2016. bila je objavljena počasna kompilacija In Mordor Where the Shadows Are - Homage to Summoning te ju je objavio Wolfspell Records. Album se sastoji od 21 različitih obrada Summoningovih skladbi koje su obradili izvođači poput Caladan Brooda i Emyn Muila.
Dana 12. kolovoza 2017., Summoning je na svojoj službenoj Facebook stranici objavio da će, unatoč problemima, preprekama i raspravama, novi album grupe biti objavljen u siječnju 2018. godine. Grupa je objavila i kratku snimku nove glazbe, ali još nije imenovala novi album.
Summoning je 30. rujna 2017. na svojoj Facebook stranici najavio kako će ime albuma biti With Doom We Come te da će biti objavljen 5. siječnja 2018. godine.

## Glazbeni stil i utjecaji
Debitantski je album sastava, Lugburz, u pogledu glazbenog žanra pripadao tradicionalnom black metalu grube, lo-fi produkcije. Na sljedećem se albumu Minas Morgul zvuk skupine iznimno promijenio te je bio karakteriziran "odmakom od izravnog black metala prema atmosferičnom eksperimentiranju koji zadržava čvrst ugođaj [black metala]". Otada je zvuk skupine bio uglavnom dosljedan. Zvuk sastava često se opisuje "epskim", "hipnotičkim" i "atmosferičnim" te ga uvelike odlikuju široka upotreba klavijatura, zborski vokali, čisto pjevanje, sintetizirani instrumenati i programirani bubnjevi. Iako su bubnjevi programirani, sviraju se pomoću klavijatura, a ne bubnjarskog stroja. Stewart Mason, glazbeni kritičar sa stranice AllMusic, opisao je glazbu sastava kao "posebno širokopojasnu verziju progresivnog black metala, stil koji je nedavno postao prožet gotovo srednjovjekovnom crtom kičaste narodne glazbe svirane na lutnjama i flautama". Glazba grupe uvelike je inspirirana djelima J. R. R. Tolkiena, pogotovo serijalom Gospodar prstenova. Većina tekstova pjesama preuzeto je iz Tolkienovih vlastitih radova. Silenius je izjavio da ga inspiriraju i dark wave te ritualna glazba, kao i fantastička literatura.
Članovi sastava izjavili su kako se smatraju skladateljima, a ne glazbenicima te da ne vježbaju zajedno prije snimanja albuma. Gitarist Protector ne posjeduje vlastitu gitaru te je od albuma Dol Guldur za svaki album koristio drugačiju, posuđenu gitaru.

## Članovi sastava
| Trenutna postava - Protector — vokali, gitara, klavijature, programiranje bubnjeva (1993. – danas) - Silenius — bas-gitara, vokali, klavijature (1993. – danas) | Bivši članovi - Trifixion — bubnjevi, vokali (1993. – 1995.) - Pazuzu — dodatni vokali (1993. – 1995.) |

## Diskografija
Studijski albumi
- Lugburz (1995.)
- Minas Morgul (1995.)
- Dol Guldur (1997.)
- Stronghold (1999.)
- Let Mortal Heroes Sing Your Fame (2001.)
- Oath Bound (2006.)
- Old Mornings Dawn (2013.)
- With Doom We Come (2018.)

EP-ovi
- Nightshade Forests (1997.)
- Lost Tales (2003.)

Demo uradci
- Upon the Viking Stallion (1993.)
- Anno Mortui Domini (1994.)
- Promo Tape (1994.)
- Minas Morgul (1995.)

## Vanjske poveznice
- Diskografija na Discogs.com